# ザ・ワイルド・ワイルド・ワイルド・ウエスト・スタント・ショー
『ザ・ワイルド・ワイルド・ワイルド・ウエスト・スタント・ショー』（英: The Wild Wild Wild West Stunt Show）は、台本に基づいた演劇形式で大胆なスタントを披露するライブアクションショーであり、多様な機械効果や火薬を使用した特殊効果も取り入れられていた。ユニバーサル・スタジオ・ハリウッドで最初に導入され、1980年に初公開された。

## 歴史
『ザ・ワイルド・ワイルド・ワイルド・ウエスト・スタント・ショー』は、ユニバーサル・スタジオ・ハリウッドのライブ・スタントショーで、ユニバーサルの西部劇映画を寄せ集めた内容に基づいていた。1980年、パークの「アッパー・ロット」エリアでオープンし、カウボーイをテーマにしたエンターテイナーたちが命懸けのスタントや銃撃、爆発などを繰り広げた。ショーは2002年に終了し、その後アリーナは『ハロウィーン・ホラー・ナイト』や『グリンチマス』の期間中を除いて放置されていたが、2012年に取り壊された。
同様のショーはユニバーサル・スタジオ・フロリダでも1991年7月4日に「ワールド・エキスポ」エリアで開始された。フロリダ版はハリウッド版のほぼ完全な再現であったが、「アンフィシアター」はより現代的で設備も充実していた。ショーは2003年9月1日に終了し、2005年6月3日にオープンした『フィアー・ファクター・ライブ』に置き換えられた。
なお、ユニバーサルがかつて所有していたポートアベンチュラ・パークでは、現在も同様のショーが上演されている。
ユニバーサル・スタジオ・ジャパンでは、2001年3月31日にウエスタン・エリアで『ザ・ワイルド・ワイルド・ワイルド・ウエスト・スタント・ショー』がオープンしたが、2006年に終了した。その後、ウエスタン・エリア全体が再テーマ化され、ショーは『ウィケッド』に置き換えられた。この再開発では、『ザ・ワイルド・ワイルド・ワイルド・ウエスト・スタント・ショー』と『アニマル・アクターズ』の2つのライブショー、1つのレストラン、複数のショップが『オズの魔法使い』をテーマとした「ランド・オブ・オズ」に刷新された。
また、和歌山マリーナシティ内のポルトヨーロッパでは、このショーの再テーマ版として『バイキング・アドベンチャー』が上演された。内容はバイキングをテーマとしつつも、脚本や主要なスタントはほぼ同一であった。これには、木製のブレイクアウェイ・プラットフォームへの高所からの落下スタントや、クライマックスの「倒壊するファサード」ギャグも含まれていた。このショーも現在は終了している。